# 龐德羅薩公園 (加利福尼亞州)
龐德羅薩公園（英語：Ponderosa Park）是位於美國加利福尼亞州卡拉韋拉斯縣的一個非建制地區。該地的面積和人口皆未知。

## 地理
龐德羅薩公園的座標為38°11′10″N 120°22′08″W / 38.18611°N 120.36889°W，而該地的平均海拔高度為1031米（即3383英尺）。